# Physical Computing
Physical Computing bedeutet im weitesten Sinne, interaktive, physische Systeme durch die Verwendung von Hardware und Software zu erstellen. Diese Systeme reagieren auf Ereignisse in der realen, analogen Welt und/oder wirken auf sie ein. Obwohl diese Definition auch auf automatische Verkehrskontrollsysteme zutrifft, wird sie in diesem Zusammenhang nicht verwendet. Unter Physical Computing werden Systeme verstanden, die sich mit der Beziehung zwischen dem Menschen und der digitalen Welt befassen. Der Begriff wird meistens für Projekte mit einem künstlerischen oder Designhintergrund oder für Do-it-yourself-Hobbyprojekte (kurz: DIY) verwendet. Dabei werden  Sensoren und Mikrocontroller verwendet, um analoge Eingaben Software-Anwendungen verfügbar zu machen und/oder elektromechanische Geräte wie Motoren, Servos, Leuchtdioden oder andere Hardware zu steuern. Die so erstellten Systeme, bei denen ein Mikrocontroller innerhalb eines Gerätes arbeitet, werden im professionellen Bereich eingebettete Systeme genannt.
Eine sehr bekannte Physical-Computing-Plattform ist die Arduino-Plattform, zu der einige Mikrocontrollerboards und eine eigene Software zur Verfügung gestellt werden. Beide Komponenten sind dabei quelloffen.